# Metoa incisa
Metoa incisa är en stekelart som beskrevs av Dasch 1984. Metoa incisa ingår i släktet Metoa och familjen brokparasitsteklar. Inga underarter finns listade i Catalogue of Life.